# Phytomyptera riedeli
Phytomyptera riedeli là một loài ruồi trong họ Tachinidae.